# Claus Mørch
Claus Mørch (Oslo, 3 de abril de 1976) es un deportista noruego que compitió en esgrima, especialista en la modalidad de espada. Ganó una medalla de bronce en el Campeonato Mundial de Esgrima de 2005, en la prueba individual.

## Palmarés internacional
| Campeonato Mundial | Campeonato Mundial | Campeonato Mundial | Campeonato Mundial |
| Año                | Lugar              | Medalla            | Prueba             |
| ------------------ | ------------------ | ------------------ | ------------------ |
| 2005               | Leipzig (Alemania) | Medalla de bronce  | Espada individual  |